# Parulídeos
Parulídeos (Parulidae) é uma família de aves da ordem Passeriformes.
Os parulídeos são aves exclusivas do Novo Mundo, ocupando o nicho ecológico dos silvídeos nas Américas. São aves pequenas e frequentemente muito coloridas. Os detalhes e cor da plumagem variam de espécie para espécie. As aves parulíneas alimentam-se essencialmente de insectos e suas lagartas, complementando a dieta com bagas e frutos. Este modo de alimentação dá-lhes uma enorme importância ecológica, no controlo das populações de insectos do seu meio ambiente.
Os hábitos de reprodução e nidificação variam de acordo com a espécie e respectiva distribuição geográfica. De forma geral, a fêmea constrói o ninho e incuba os ovos, e ambos os progenitores encarregam-se da alimentação dos juvenis.
Há cerca de 110 espécies de aves no grupo dos parulíneos.

## Gêneros
- Basileuterus
- Cardellina
- Catharopeza
- Dendroica
- Ergaticus
- Euthlypis
- Geothlypis
- Helmitheros
- Leucopeza
- Limnothlypis
- Microligea
- Mniotilta
- Myioborus
- Oporornis
- Oreothlypis
- Parkesia
- Parula
- Phaeothlypis
- Protonotaria
- Seiurus
- Setophaga
- Teretistris
- Vermivora
- Wilsonia